# Стати Пешов
Стати Димитров Пешов – Георгостати е гръцки комунистически деец във Воденско.

## Биография
Роден е във Воден, в семейството на Димитри Пешов – Циронката. Братята му Анастас, Коста и Георги също са комунистически дейци. От 1938 година работи като текстилен работник във Воден. В 1939 година става член на Федерацията на комунистическата младеж на Гърция (ОКНЕ). Пешов развива широка синдикална дейност във Воден и е член на Съвета на обединените профсъюзи във Воден. По време на германската окупация е активист на Комунистическата партия на Гърция. Делегат е от Воденския партиен комитет на VII конгер на КПГ. Арестуван е от властите и измъчван. Лежи в Лерин и Солун. След освобождението си се присъединява към Демократичната армия на Гърция и се сражава с чин комисар на част.
Загива на 13 ноември 1948 година във Воден. Посмъртно е проезведен в майор.